# Sabrina Dornhoefer
Sabrina Dornhoefer (* 2. Dezember 1963) ist eine ehemalige US-amerikanische Langstreckenläuferin.
Sechsmal nahm sie an den Crosslauf-Weltmeisterschaften teil mit folgenden Platzierungen:
- 1984 in East Rutherford: 16, Siegerin mit der Mannschaft
- 1986 in Colombier: 39
- 1987 in Warschau: 53
- 1988 in Auckland: 31
- 1989 in Stavanger: 29
- 1990 in Aix-les-Bains: 33

Beim Bowling Green 10k Classic siegte sie 1986 und 1987 und wurde 1988 Zweite. 1990 wurde sie bei den Goodwill Games Dritte über 5000 m. 1991 siegte sie bei den Panamerikanischen Spielen in Havanna über 3000 m und beim Falmouth Road Race, 1993 beim Cooper River Bridge Run.
1988 wurde sie US-Hallenmeisterin über 3000 m und 1985 für die University of Missouri startend NCAA-Meisterin über 5000 m.

## Persönliche Bestzeiten
- 1500 m: 4:09,15 min, 18. Juni 1988, Tampa
- 1 Meile: 4:32,97 min, 3. Juni 1989, Eugene
- 2000 m: 5:46,99 min, 12. Juli 1991, London
- 3000 m: 8:44,91 min, 8. Juni 1988, Victoria
  - Halle: 9:00,82 min, 27. Februar 1987, New York City
- 5000 m: 15:24,22 min, 19. Juli 1987, Hengelo
- 10-km-Straßenlauf: 31:41 min, 22. Oktober 1988, Bowling Green